# 晶体生长
晶体生长(英语：Crystal growth)是物质结晶过程中，继成核之后进行的一个重要阶段。宏观上，晶体生长过程是晶体——环境相(蒸气、溶液、熔体) 界面向环境相中不断推进的过程，即晶核超过临界大小之后，由包含组成晶体单元的母相从低有序相向高有序晶相的转变。晶体被定义为原子，分子或离子以有序的重复模式排列，晶格在所有三个空间维度上延伸。 因此，晶体生长不同于液滴生长，因为在生长过程中，分子或离子必须落入正确的晶格位置，以便有序的晶体生长。 

## 参阅
- 云凝结核
- 晶体结构
- 柴可拉斯基法
- 雷射加熱平台成長
- 錳結核
- 微下拉晶體成長法
- 重结晶
- 晶種
- 单晶
- 晶鬚